# Schaffneria davisi
Schaffneria davisi är en insektsart som först beskrevs av Knight 1923.  Schaffneria davisi ingår i släktet Schaffneria och familjen ängsskinnbaggar. Inga underarter finns listade i Catalogue of Life.